# Tursaansydän

Variationen des Tursaansydän

Tursaansydän (Finnisch, literarisch „Herz des Tursas“) oder Mursunsydän (Finnisch, literarisch „Herz des Walrosses“) ist ein historisches Symbol aus Nordeuropa. Es war besonders in Lappland beliebt und manche nehmen an, dass es in Riten von Schamanen  benutzt wurde. Das Symbol stammt aus vorhistorischen Zeiten und enthält die Swastika.
Das Tursaansydän wurde als Glücksbringer und Beschützer vor Krankheiten angesehen. Eine weitere Funktion war in Finnland das Nutzen des Tursaansydän als Verzierung an hölzernen Möbeln. Während des 18. Jahrhunderts wurde die einfachere Swastika als Dekoration beliebter als das kompliziertere Tusaansydän.
Es wird vermutet, dass das Tursaansydän das Bild eines fliegenden und rotierenden Hammers des Blitzgottes (Ukko in Finnland oder Thor in Skandinavien) sein könnte. Eine andere Theorie ist, dass es sich um das Bild des Herzens eines Wesens wie des Tursas oder Walrosses handelt. Jedoch hatte das Tursaansydän vermutlich während der Zeit viele verschiedene Bedeutungen.